# Ministero dell'ambiente (Giappone)

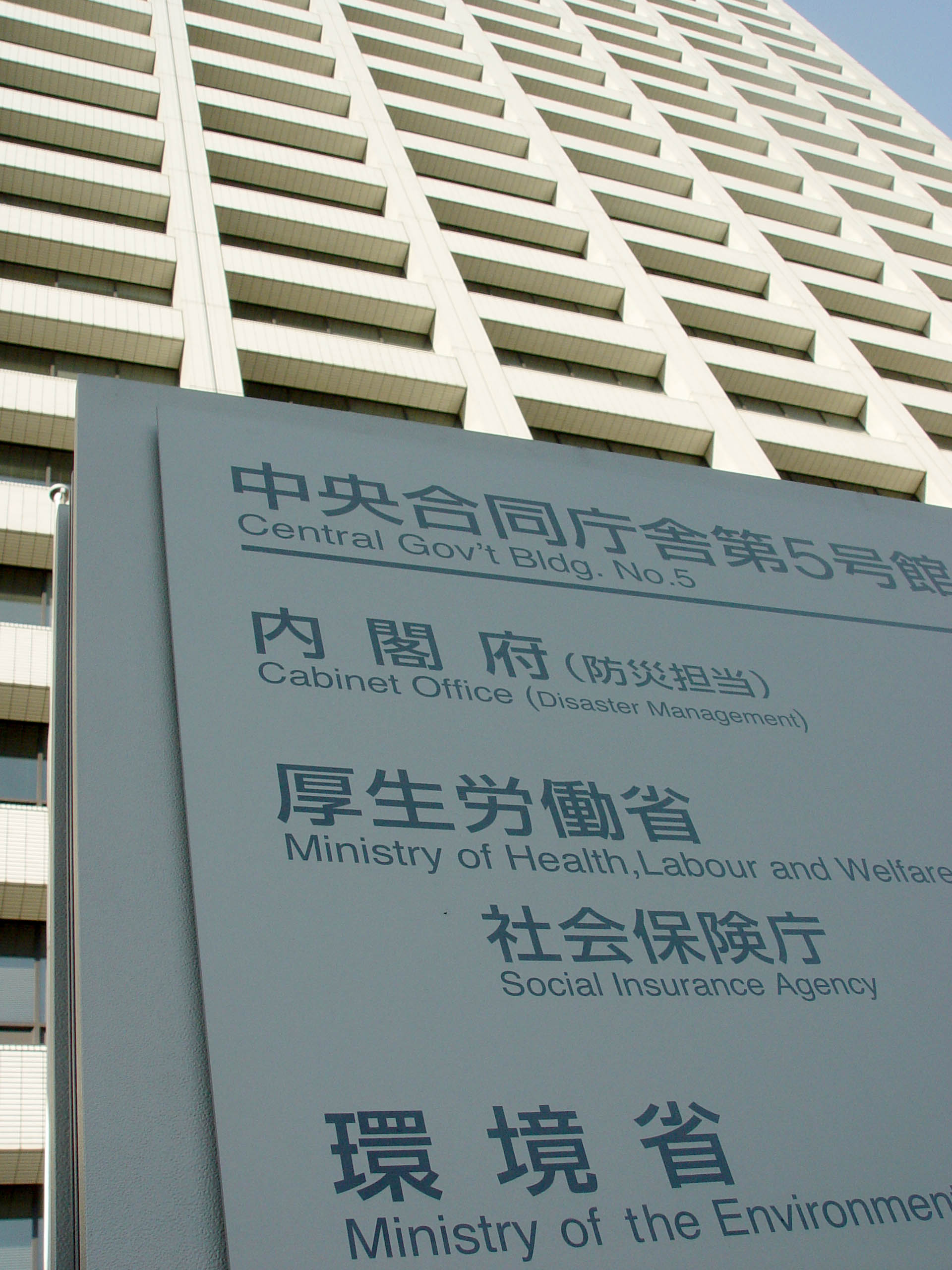
Palazzo di uffici

Il Ministero dell'ambiente (環境省?, Kankyō-shō, in inglese Ministry of Environment, da cui la sigla MOE) è il dicastero del governo giapponese
responsabile della politica nazionale in materia di conservazione ambientale globale, controllo dell'inquinamento e conservazione della natura. Il ministero fu formato nel 2001 dall'Agenzia ambientale di livello sottoministeriale istituita nel 1971. Il Ministro dell'ambiente fa parte del Gabinetto del Giappone ed è scelto dal Primo ministro, solitamente tra i membri della Dieta.
Nel marzo 2006, l'allora ministro dell'ambiente Yuriko Koike creò una stoffa furoshiki per promuoverne l'uso nel mondo moderno.
Nell'agosto 2011, il Gabinetto del Giappone approvò un piano per istituire un nuovo controllore  dell'energia sotto il Ministero dell'ambiente, e il 19 settembre 2012 fu fondata l'Autorità di regolazione nucleare.

## Cool Biz
Il Ministero dell'ambiente cominciò a patrocinare la campagna Cool Biz nell'estate 2005 come mezzo per contribuire a ridurre il consumo di energia elettrica limitando l'uso dell'aria condizionata e consentendo di indossare un abbigliamento meno formale per l'ufficio. Questa idea fu proposta dall'allora ministro dell'ambiente Yuriko Koike sotto il primo ministro Junichiro Koizumi.

## Super Cool Biz
In seguito al terremoto e maremoto del Tōhoku nel marzo 2011, la chiusura di molte centrali nucleari per ragioni di sicurezza determinò carenze di energia. Per risparmiare energia, il governo raccomandò di regolare i condizionatori dell'aria a 28 gradi centigradi, spegnendo i computer non in uso e chiese di spostare i turni di lavoro alla mattina e di prendere più vacanze estive del solito. Il governo lanciò poi una campagna chiamata Super Cool Biz campaign per incoraggiare i lavoratori a indossare  tenute appropriate per l'ufficio, ma abbastanza fresche da sopportare la calura estiva. Sono permesse camicie a polo e scarpe da ginnastica, mentre anche i jeans e i sandali sono accettabili in certe circostanze. Il 1º giugno segnò l'avvio della campagna del Ministero dell'ambiente, con annunci a tutta pagina sui giornali e foto dei dipendenti del Ministero che sorridevano in modo piuttosto imbarazzato alla scrivania indossando camicie a polo e camicie kariyushi di Okinawa colorate. La campagna fu ripetuta nel 2012 e nel 2013.